# Геддес, Патрик
Патрик Геддес (англ. Patrick Geddes; 2 октября 1854, Баллатер, Абердиншир — 17 апреля 1932, Монпелье) — шотландский биолог, эколог, социолог, градостроитель, издатель, гражданский активист. Член Эдинбургского королевского общества, видный деятель «кельтского возрождения» в Шотландии.

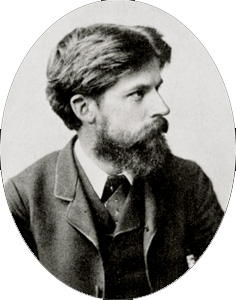

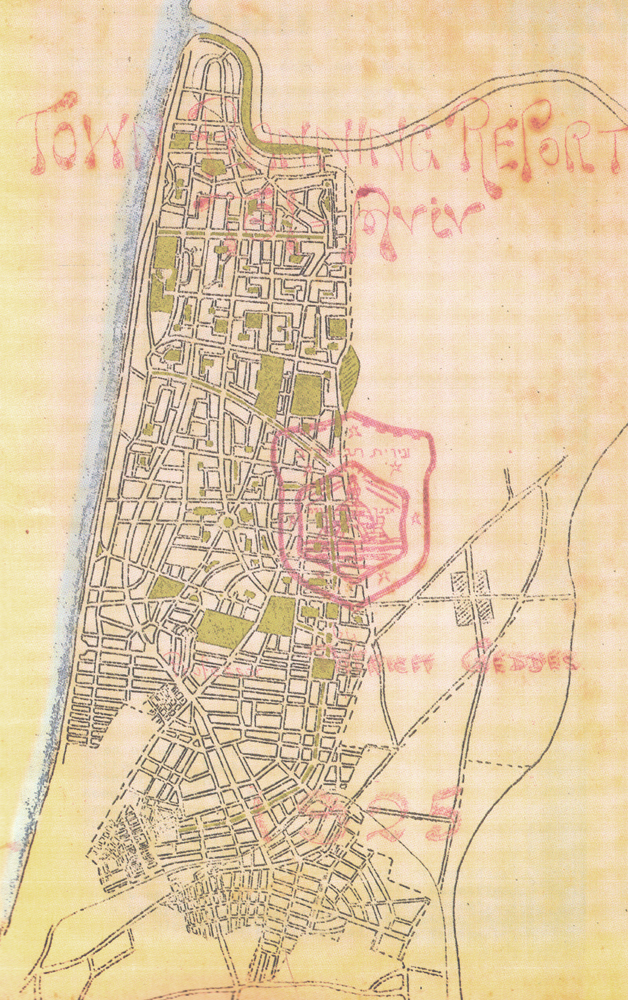
Первый генеральный план Тель-Авива. Разработан Патриком Геддесом в 1925 году

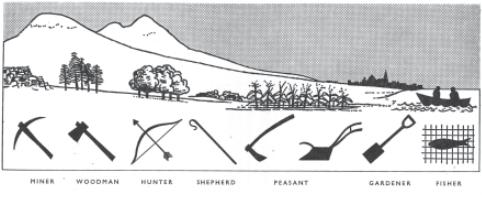
Фрагмент плана Эдинбургского зоопарка, разработанный Геддесом в 1909

## Биография
Патрик Геддес родился в деревне Баллатер в Абердиншире (Шотландия), в семье солдата Александра Геддеса и Дженет Стивенсон.
Среднее образование Геддес получил в Пертской академии. В 1874—1877 годах он учился в Королевском колледже горного дела в Лондоне, где слушал лекции Томаса Генри Гексли. Оставил колледж, не получив степени. В 1877—1878 году работал ассистентом на факультете физиологии в Университетском колледже Лондона; там же, в лаборатории Бёрдон-Сандерсона, познакомился с Чарльзом Дарвином.
В период пребывания в Лондоне Геддес увлёкся философией позитивизма. Он стал убеждённым сторонником идей Огюста Конта в интерпретации Ричарда Конгрива, последователем «религии человечества» и членом Лондонского позитивистского общества, а впоследствии воспитал своих детей в той же системе верований.
В 1880 году Геддес был принят в Эдинбургское королевское общество. В 1880—1888 годах он читал лекции по зоологии в Эдинбургском университете, в 1889—1914 годах занимал должность профессора ботаники в Университете Данди, а в 1890 году ассистировал ботанику Джону Уилсону в обустройстве учебного сада при Академии Моргана в Данди.
В конце 1880-х прославился как один из пионеров сексологии благодаря книге «Эволюция пола», написанной в 1889 году в соавторстве с натуралистом Артуром Томсоном).
В 1892 году Геддес организовал в Эдинбурге музей «Смотровая башня», который называл своей «социологической лабораторией». Он переписывался со многими известными мыслителями, включая П. А. Кропоткина. Многие социологические работы Геддеса до сих пор актуальны; в частности, они оказали большое влияние на философию Льюиса Мамфорда. В 1903 году Виктор Брэнфорд основал Социологическое общество для распространения идей Геддеса в этой области.
Усматривая тесную связь между общественными процессами и характером урбанизации и следуя учению Огюста Конта и Фредерика Ле Пле, Геддес воплощал свои социологические теории в практике градостроительства. Он ввёл в архитектуру понятия городской агломерации и конурбации, занимался проблемами районной планировки, ландшафтной архитектуры и глобального города. Он развивал концепцию «неотехнологической» и грядущей «биотехнологической» эпох, мечтая избавить мир от диктата коммерциализации и активно выступая в защиту окружающей среды; ныне он считается одним из предшественников движения зелёных.
С 1894 по 1914 годы Геддес состоял в совете Ассоциации Кобёрна — одной из старейших организаций по охране объектов старинной архитектуры, основанной в Эдинбурге в 1875 году.
В 1895—1897 под редакцией Геддеса и Уильяма Шарпа в Эдинбурге выходил журнал The Evergreen, в котором материалы по экологии и биологии соседствовали с литературоведческими и искусствоведческими статьями. Иллюстрации к этому периодическому изданию предоставляли Роберт Бёрнс и Джон Дункан.
В 1911 году Геддес организовал выставку «Градостроительство».
В 1920—1923 годах Геддес возглавлял кафедру социологии в Бомбейском университете (Индия). В этот период он участвовал в создании генеральных планов Иерусалима, Тель-Авива и Бомбея.
В 1924 году учёный вернулся в Европу и поселился в Монпелье (Франция), где основал Шотландский колледж. Здесь же, незадолго до смерти он был возведён в рыцарское достоинство.
Геддес умер 17 апреля 1932 года в Монпелье.

## Личная жизнь
В 1886 году, в возрасте 32 лет, Геддес женился на Анне Мортон (Anna Morton, 1857—1917), дочери богатого ольстерского торговца Фрэзера Мортона. У них родилось трое детей: дочь Нора и сыновья Аласдар и Артур. Во время поездки в Индию в 1917 году Анна заболела брюшным тифом и умерла, так и не узнав, что её сын Аласдар погиб на войне во Франции. Нора Геддес стала ландшафтным дизайнером, работала в проектах своего отца и вышла замуж за архитектора и градостроителя Фрэнка Чарльза Мирса.
В 1928 году Геддес вступил в брак повторно. Его вторая жена, Лилиан Браун (Lilian Brown), пережила его и скончалась в 1936 году.

## Публикации
- Эволюция пола (1889, в соавторстве).
- Развитие города (1904).
- Города в развитии (1915).
- Жизнь и труды сэра Джагдиша Боше (1920).
- Биология (1925, в соавторстве).

#### Статьи
- Addison, Henry Robert; Oakes, Charles Henry; Lawson, William John; Brooke, Douglas; Sladen, Wheelton. Geddes, Patrick (англ.) // Who's who: An Annual Biographical Dictionary. — London, UK: A. & C. Black, 1907.
- Batty, Michael & Stephen Marshall. Geddes at UCL. “There was something more in town planning than met the eye!” (англ.) // UCL Working Papers Series. — London, UK: UCL Centre For Advanced Spatial Analysis, 2008. — August (no. 138).
- Keulartz, Josef. From Patrick Geddes to Lewis Mumford and Beyond (англ.) // Guest lecture at WTMC Summer School 2006. — Soeterbeeck, Ravenstein, Netherlands, 2006. — 5 September.
- Macdonald, Murdo. Sir Patrick Geddes and the Scottish Generalist Tradition (англ.) // The Sir Patrick Geddes Commemorative Lecture 2009 at the Royal Society of Edinburgh. — Edinburgh, UK, 2009. — 20 May. — P. 1—12.
- Macdonald, Murdo. Celticism and Internationalism in the Circle of Patrick Geddes (англ.) // Visual Culture in Britain. — 2005. — Vol. 6, no. 2. — P. 69—83.
- Reynolds, Siân. Geddes, Anna, n. Morton (англ.) // The New Biographical Dictionary of Scottish Women  / Ewan, Elizabeth & Rose Pipes (eds.). — Edinburgh University Press, 2017. — P. 157—158. — ISBN 978-1474436298.
- Леонова Ю. В. «Внутренние сады» Тель-Авива: реализация урбанистической утопии Патрика Геддеса // Актуальные проблемы теории и истории искусства: сб. науч. статей  / под ред. С. В. Мальцевой, Е. Ю. Станюкович-Денисовой, А. В. Захаровой. — СПб.: Изд-во СПбГУ, 2018. — Вып. 8. — С. 485—494. — ISSN 2312-2129. — doi:10.18688/aa188-5-47.